# 伊诺妮·伍德
伊诺妮·伍德（英語：Oenone Wood，1980年9月24日—），澳大利亚女子自行车运动员。她曾代表澳大利亚参加2006年英联邦运动会自行车比赛，获得女子个人计时赛金牌和女子公路赛银牌。